# 马腾蛟
马腾蛟（?—?），山西忻州人，清朝政治人物。进士出身。
马腾蛟曾于乾隆四十七年（1782年）接替廷毓任邵武府知府一职，乾隆五十三年（1788年）由石永福接任。